# Campionato del mondo di scacchi 2006
Il campionato del mondo di scacchi 2006 fu conteso tra il russo Vladimir Kramnik, campione del mondo PCA, e il bulgaro Veselin Topalov, campione del mondo FIDE, e fu il campionato che sancì la riunificazione tra i due titoli mondiali, separati dall'edizione del 1993. Dopo gli spareggi, il vincitore fu Kramnik.
Si disputò tra il 23 settembre e il 13 ottobre ad Ėlista, in Russia.
Il campionato fu turbato da una controversia riguardo ai bagni. Dopo alcune proteste di Topalov, Kramnik rifiutò di giocare la quinta partita, che fu dichiarata vinta a forfait per il bulgaro; il match riprese con la sesta partita, nonostante alcune proteste di Kramnik sul risultato precedente.

## Riunificazione
Dopo la separazione di Garry Kasparov dalla FIDE nel 1993, con la fondazione della PCA, il campionato del mondo era stato separato in due: quello PCA, che conservò la formula classica del campione sfidato da un altro giocatore, i cui campioni furono prima lo stesso Kasparov e poi Kramnik; quello organizzato dalla FIDE, il cui formato cambiò spesso arrivando anche ad includere un torneo ad eliminazione diretta, senza nessun privilegio per il campione in carica. Tra il 1993 e il 2006, nonostante diversi negoziati, non si arrivò mai ad un accordo per un match per la runificazione del titolo.
Nel 2005, Kramnik fu invitato al campionato del mondo di scacchi FIDE, ma come campione PCA rifiutò l'invito, dicendosi tuttavia disposto a giocare per la riunificazione contro il vincitore di quel torneo. Nell'aprile 2006, dopo alcuni negoziati, la FIDE annunciò che Topalov, il vincitore del campionato del 2005, avrebbe affrontato Kramnik. Il montepremi sarebbe stato di un milione di dollari, egualmente diviso tra i due giocatori.

## Condizioni di gioco
Il match era giocato al meglio delle 12 partite. Ogni giocatore aveva a disposizione due ore per le prime 40 mosse, un'ora per le successive 20 e 15 minuti per finire, con l'aggiunta di trenta secondi a mossa a partire dalla 61ª. Giorni di riposo erano previsti ogni due giorni, più tra l'undicesimo e il dodicesimo.
A seguito della parità dopo le partite a tempo lungo, furono giocati degli spareggi a tempo più breve, cioè quattro partite di gioco rapido (25 minuti a giocatore più 10 secondi per mossa), che decisero l'incontro. In caso di ulteriore parità sarebbero state giocate due partite lampo (5 minuti a giocatore più 10 secondi a mossa) e una partita Armageddon (in cui il Bianco dispone di sei minuti contro i cinque del Nero, ma la patta è considerata come una vittoria di quest'ultimo).

## Risultati
Tutte le partite a tempo lungo, e il primo spareggio, iniziarono alle 15:00 ora locale (11:00 UTC).
|                        | Rating | Partite a tempo lungo | Partite a tempo lungo | Partite a tempo lungo | Partite a tempo lungo | Partite a tempo lungo | Partite a tempo lungo | Partite a tempo lungo | Partite a tempo lungo | Partite a tempo lungo | Partite a tempo lungo | Partite a tempo lungo | Partite a tempo lungo | Punti | Spareggi | Spareggi | Spareggi | Spareggi | Totale |
| 1                      | Rating | 2                     | 3                     | 4                     | 5                     | 6                     | 7                     | 8                     | 9                     | 10                    | 11                    | 12                    | 13                    | Punti | 14       | 15       | 16       |          | Totale |
| ---------------------- | ------ | --------------------- | --------------------- | --------------------- | --------------------- | --------------------- | --------------------- | --------------------- | --------------------- | --------------------- | --------------------- | --------------------- | --------------------- | ----- | -------- | -------- | -------- | -------- | ------ |
| Veselin Topalov (BUL)  | 2813   | 0                     | 0                     | ½                     | ½                     | 1*                    | ½                     | ½                     | 1                     | 1                     | 0                     | ½                     | ½                     | 6     | ½        | 0        | 1        | 0        | 7½     |
| Vladimir Kramnik (RUS) | 2743   | 1                     | 1                     | ½                     | ½                     | 0*                    | ½                     | ½                     | 0                     | 0                     | 1                     | ½                     | ½                     | 6     | ½        | 1        | 0        | 1        | 8½     |

## Controversie
Il 28 settembre, il giorno di riposo tra la quarta e la quinta partita, il manager di Topalov Silvio Danailov protestò con gli organizzatori e con la stampa per le frequenti visite di Kramnik alla toilette, vicenda che venne diffusamente rilanciata dalla stampa con il soprannome di toiletgate. Danailov osservò che queste erano l'unico locale che non fosse sotto riprese audio o video, e disse che la frequenza di tali visite erano "strane, se non sospette" (strange, if not suspicious). Danailov suggerì che Topalov avrebbe potuto abbandonare il match se le sue proteste non fossero state considerate.
Il giorno successivo, il Comitato d'appello decise che, sebbene la frequenza delle visite di Kramnik alla toilette fosse stata esagerata nelle proteste, i bagni privati sarebbero stati chiusi e ne sarebbe invece stato aperto uno comune.
In risposta, Carsten Hensel, manager di Kramnik, emise un comunicato nel quale insisté sul rispetto delle condizioni originali del match, difendendo le azioni del russo sostenendo che Kramnik aveva bisogno di camminare e che la sala di riposo era piccola. Hensel annunciò anche che Kramnik avrebbe smesso di giocare fin quando la FIDE non avesse rispettato gli accordi, e chiese che i membri del comitato d'appello fossero cambiati.
Aspettando una risposta dal Comitato d'appello, Kramnik rifiutò di giocare la quinta partita; alle 17:00 ora locale, due ore dopo il previsto inizio dell'incontro, questo è stato dichiarato vittoria di Topalov per forfait. Lo stesso giorno, il presidente della FIDE Kirsan Iljumžinov rinnovò la sua fiducia nel Comitato d'appello e chiese a Kramnik di riprendere a giocare. Ilyumzhinov inoltre invitò entrambi i giocatori ad una riunione per discutere della situazione del match, aggiungendo che era possibile cancellare il forfait, ma che se non si fosse raggiunto un compromesso entro mezzogiorno del 1 ottobre, il match non sarebbe continuato.
Il 1º ottobre, la FIDE annunciò che la sesta partita sarebbe stata giocata il 2 ottobre, mentre la quinta partita sarebbe rimasta a forfait. Inoltre si sarebbe ritornati alla sistemazione originale dei bagni e il Comitato d'appello sarebbe stato completamente sostituito. Kramnik si riservò di presentare un nuovo appello contro la perdita della quinta partita. Il 3 ottobre il nuovo Comitato d'appello confermò il risultato della partita 5, sostenendo di non avere il potere di modificare le disposizioni del precedente Comitato.
Il manager di Kramnik si mostrò inoltre preoccupato che un membro del team di Topalov tentasse di impiantare un dispositivo elettronico nel bagno di Kramnik, per accusarlo di barare. Suggerì inoltre di prendere misure di controllo contro i membri del team di Topalov che si recassero nella zona di Kramnik.

### Reazioni
Il 2 ottobre, più di trenta Grandi Maestri, Grandi Maestri Femminili e Maestri Internazionali espressero il loro supporto per la posizione di Kramnik; tra di essi vi furono anche gli ex campioni del mondo Anatolij Karpov e Boris Spassky.

#### Topalov
Il 4 ottobre Danailov, il manager di Topalov, emanò un comunicato stampa in cui mostrava che le mosse di Kramnik erano state per circa il 78% le stesse che sarebbero state raccomandate dal motore scacchistico Fritz 9. La GM Zsuzsa Polgár - che non crede al fatto che Kramnik avesse avuto l'aiuto di un computer - disse che il lamentarsi attraverso la stampa era non professionale e inaccettabile.
Nella conferenza stampa dopo la settima partita, Kramnik commentò, a proposito della seconda partita, nella quale Fritz avrebbe raccomandato l'87% delle sue mosse, che l'analisi avrebbe dovuto considerare che entrambi i giocatori non avevano notato un matto in tre, e che tutto dipendeva dal tempo concesso al computer per analizzare la posizione. Aggiunse che la percentuale di Topalov nel campionato mondiale 2005 erano perfino maggiori.
Il 10 ottobre, a campionato ancora in corso, durante una conferenza stampa, il team di Kramnik asserì che nel caso la decisione della FIDE sulla quinta partita fosse stata decisiva per assegnare il campionato mondiale, Kramnik non avrebbe riconosciuto Topalov come campione del mondo. Inoltre disse che in tal caso Kramnik avrebbe fatto causa alla FIDE. Questa situazione non ebbe luogo a causa della vittoria di Kramnik.
In un'intervista con il quotidiano spagnolo ABC, pubblicata il 14 dicembre 2006, Topalov sostenne che Kramnik aveva barato usando un computer durante il match, che vi furono minacce e che si sentiva non sicuro fisicamente durante il campionato.